# 閻珪
閻珪（9世纪—895年），唐朝末年凤翔节度使李茂贞的养子，改名李继鹏。
乾宁二年（895年），河中节度使王重盈卒，其子王珂、王珙争立。晋王李克用请立王珂，李茂贞与韩建、王行瑜请立王珙，唐昭宗不许。李茂贞大怒，五月，与王行瑜、韩建率三镇兵攻打京师，计划废昭宗，立吉王李保。晋王李克用也举兵，李茂贞害怕，杀宰相韦昭度、李磎，留右军指挥使李继鹏率兵二千宿卫。李克用至河中府，七月初六，他与骆全策划劫持唐昭宗前往凤翔。傍晚，李继鹏接连上奏请昭宗出走凤翔，王行约见李继鹏要抢先劫走昭宗，便带领他的左军攻打李继鹏的右军，火烧东市。昭宗登上承天楼，捧日都头李筠在承天楼前护卫昭宗。李继鹏指挥凤翔军队攻打李筠，飞箭掠过昭宗的衣服，落在承天楼椽木上，侍卫搀扶着昭宗下楼；李继鹏又放火焚烧宫门。盐州六都军队入宫护卫，左、右两军队都撤退离去。长安大乱，昭宗到李筠的军营躲避。八月初七，李克用攻克永寿，派史俨带领三千骑兵前赴石门护卫唐昭宗。八月初九，李茂贞兵败，他斩杀李继鹏，把头颅传送到在石门镇的昭宗，请罪求和。